# Therasea
Therasea is een geslacht van vlinders van de familie Uilen (Noctuidae), uit de onderfamilie Acontiinae.

## Soorten
- T. angustipennis Grote, 1875
- T. augustipennis Grote, 1875
- T. flavicosta Smith, 1900
- T. huachuca Smith, 1903
- T. orba Smith, 1903